# اروین س. دیتریش
اروین س. دیتریش (آلمانی: Erwin C. Dietrich؛ ‏ ۴ اکتبر ۱۹۳۰ – ۱۵ مارس ۲۰۱۸) یک کارگردان فیلم، تهیه‌کننده فیلم، بازیگر و فیلم‌نامه‌نویس اهل سوئیس بود.
از فیلم‌ها یا مجموعه‌های تلویزیونی که وی در آن‌ها نقش داشته‌است، می‌توان به رولز-رویس بیبی، کاباره دختران منحرف، زندان زنان، نامه‌های عاشقانه یک راهبه پرتغالی، دو خواهر شریر، غازهای وحشی، جک قاتل، داستان پیرا، زنان زندانی بند ۹، ایلسا، رئیس نابکار زندان و اسم رمز: غازهای وحشی اشاره نمود.